# Igor Lolo
Igor Lolo, né le 22 juillet 1982 à Abidjan, est un footballeur ivoirien qui évolue au poste d'arrière droit.

## Biographie
Formé à l'Académie Mimosifcom de Jean-Marc Guillou, il débarque en Europe à 19 ans, à Beveren, en Belgique. Après avoir fait ses armes, il succombe aux avances Ukrainiennes  en 2004, et signe au Metalurg. Formé comme défenseur central, son aisance technique lui permet d'évoluer sur le côté droit de la défense. Un an plus tard il revient en Belgique, où il passe par le Germinal puis par Genk. En 2008, il retourne en Ukraine dans un club moins connu, le FK Dnipro. Mis à l'essai à l'Association sportive de Monaco football club (ASM), à l'été 2008, il est finalement jugé hors de forme. Cependant, il effectue un nouvel essai à l'ASM au mercato d'hiver. Essai qui sera cette fois concluant. L'ivoirien signe donc pour deux ans et demi en Principauté. 
Lors de la deuxième partie de saison 2008/2009, il s'impose comme titulaire sur le côté droit de la défense monégasque et marque même son premier but en Ligue 1 contre le Toulouse FC offrant la victoire à son équipe à la fin des arrêts de jeu lors de la 28e journée. 
En 2009/2010, il est en concurrence avec Adriano et François Modesto. De ce fait, il ne participe qu'à 18 matches de Ligue 1 cette saison.
La saison suivante, il est peu utilisé par Guy Lacombe sauf en fin de saison où il enchaîne coup sur coup deux passes décisives au Parc des Princes et contre le FC Sochaux-Montbéliard lors des 18e et 19e journées. Après le limogeage de Guy Lacombe au profit de Laurent Banide, il enchaîne les titularisations. Il trouve même le chemin des filets pour la deuxième fois de sa carrière monégasque. Mais, son irrégularité le pousse une nouvelle fois sur la banc, et il joue de moins en moins, se contentant de rentrer en jeu le plus souvent. Néanmoins, il ne peut éviter la relégation de son club. Son contrat arrivé à terme, il quitte l'AS Monaco en juin 2011.
Le 4 août, il annonce qu'il va rejoindre la Russie et le FC Kuban Krasnodar pour trois saisons.

## Palmarès
- Finaliste de la Coupe de France en 2010.
- Vainqueur de la Coupe de Russie en 2014.